# 神田康秋
神田 康秋（かんだ やすあき、1951年9月24日 - ）は、フリーアナウンサー（みづま工房にキャスティング事業を委託）。テレビ新広島の元アナウンサー。広島県安芸郡府中町出身。広島県立海田高等学校、東洋大学社会学部卒業後、1975年、テレビ新広島の開局とともに入社した。系列局の同期入社に元フジテレビアナの堺正幸、酒井ゆきえ（現・タレント）、田丸美寿々（現・ニュースキャスター）、和田圭（元記者）、伊藤治明 （元北海道文化放送）、浅見博幸（元仙台放送）、小笠原和人、坪郷佳英子（共に元福島テレビ）がいる。

## 来歴・人物
小学生の頃は合唱団に入り活動、そこで周りから「声がいいね」と言われたこともあって、その頃からアナウンサーになる夢を持つ。大学入学時に、自身の憧れでもあったみのもんたに弟子入り志願をするためとして文化放送に会いに行ったことがあり、そこでみのに会えて「僕は弟子は取らないんだ。でもありがとう」と言われてサインをもらったという（みのとは、後に『プロ野球ニュース』の仕事で再会している）。アナウンサー試験では、フジテレビは最終選考で落選となったが、そこで当時開局準備を進めていたテレビ新広島の受験を勧められて合格する。著書で述べた所によると複数のキー局を受験しようとした所求人票が送られてこないという学歴差別を受けたという。
1975年4月1日の入社以来、プロ野球やサッカー、バレーボール、陸上競技など14種類のスポーツ中継実況を担当。1986年には広島東洋カープの優勝実況を担当した。この時は対ヤクルトのビジターゲーム（フジテレビ制作全国ネット）のため、広島のベンチリポートを担当していたが、優勝決定の場面は交代して実況した。1989年にはワールドカップバレーボール・日本対アメリカ戦での実況が世界最優秀放送賞を受賞、1992年にはプロ野球ニュースのキャスターを務めた。また、1995年のワールドカップバレーでは「絶叫アナウンサー1号」として開幕戦の実況を担当。V6がバレーコートで歌い踊るシーンから始まり、実況する画期的な中継となった。嵐がデビューした1999年も同様に実況を担当する。
プロ野球中継では、年3試合程の対読売ジャイアンツ戦は必ず実況を担当した。実況やリポートの姿勢は、球場で観戦していてもいなくても満足出来るように、そのままの興奮を伝えることだったということで、ホームランの時に「ドッカーン！」と叫んだこともあり、自ら「絶叫アナウンサー1号」と言われたという。2004年、ナゴヤドームで行われた「サンヨーオールスターゲーム」の実況を最後に「後進に道を譲りたい」として野球実況から引退した。試合後の引退パーティーでは、解説の星野仙一、関根潤三からエールがおくられ、ステージ上で泣いた（その年の残り1試合あった対巨人戦の中継は矢野寛樹アナウンサーが担当。以後のテレビ新広島のプロ野球中継のメイン実況は矢野アナとなった）。
1993年に、長年テレビ新広島の解説者を務め、師と慕っていた森永勝也が逝去した際には、夫人から「神田さんに全てをお任せしたい」と葬儀委員長を依頼され受託、葬儀会社の手配・会場の準備・式次第の作成などを行った。本人のみならずテレビ新広島も協力し、会場の受付を同局のアナウンサーが行うなど、会社を挙げて森永の生前の功労に対する追悼を行った。
一方で、1994年から2000年まで朝の生活情報番組『どっこい!神田の日めくりテレビ』のキャスターを担当し、「tssスーパーニュース」では石井百恵アナウンサーとともにキャスターを務めた。
広島の人気番組「どっこい神田の日めくりテレビ」では、北海道文化放送の「のりゆきのトーク DE　北海道」が、同時刻生番組だったことから、祝日のみ、前代未聞の相互同時生放送を企画、沖縄テレビから「平和の礎」の落成式を生中継するなど地方局との連携を重視した画期的なローカル番組だった。特にアナウンサー二人の歌で始まる番組でユニークだったが、視聴者からの反応も賛否両論。萩本欽一が生出演した時、「オープニングの歌はやめたほうがいいかな？」の一言であっけなく取りやめになった。（2000年の最終回ではオープニングの歌を復活させている。）
アナウンサーがプロデューサーも兼ねる「アナデューサーシステム」を率先。昭和51年から『プロ野球ニュース』の企画コーナー「大リーグ珍プレー好プレー」の日本版『プロ野球カープ珍プレー好プレー』を単独番組として放送。のちのフジテレビ『プロ野球珍プレー・好プレー大賞』に大きな影響を与えた。また、カープ選手とサンフレッチェの選手が、陸上、卓球、ボウリングなどで戦うスポーツ対決番組「プロプロマッチ」を企画、新感覚の番組を制作した。
坂本九が日本航空123便墜落事故（1985年8月12日発生）で急逝した直後からは、『クイズクロス5』（坂本が事故の直前まで司会者として出演していた中四国ブロックネット番組）の司会代理を同年8月23日放送分から1986年1月24日放送分まで担当。1990年代後半のアナウンス部長時代には、後継番組の『エンジェルツアーハッピークイズ』でアナウンサー採用試験の一環として「学生大会」を実施させたほか、地方局では初めての現職アナウンサーによる朗読会を開催させた。
局長就任後、関連会社「tssプロダクション」に出向。常務取締役を担当した。
その後、退社・フリー転向までテレビ新広島の常勤顧問をしながら『かんちゃんのイベント情報・プレゼン』を担当した。

## フリーアナウンサー時代
- CARP TIMES（カープタイムズ）ウエスタン・リーグ中継（ちゅピCOM）

## テレビ新広島時代の出演番組
- どっこい!神田の日めくりテレビ（ひろしま満点ママ!!の前身番組）
- プロ野球珍プレー・好プレー大賞（フジテレビ制作。ナレーション）
- TSSスーパーニュース（月曜 ‐ 金曜）
- プロ野球ニュース（テレビ新広島のスタジオからの出演の他、代理で司会を務めたこともある）
- すぽると!（テレビ新広島のスタジオから出演）
- 釣りごろつられごろ
- クイズクロス5（前任の坂本九の急逝に伴う代理司会）
- ワールドカップバレーボール（フジテレビ制作。主に広島での開催時）
- フジサンケイクラシック（フジテレビ制作）
- 北海道マラソン（北海道文化放送制作）
- 最後のストライク～津田恒美　愛と死を見つめた直球人生
- たけし軍団スポーツに挑戦
- プロ野球ここだけの話（フジテレビ制作。フジテレビONEで放送）

## 雑誌のコラム
- 神田康秋のサンフレッチェオーレ（角川書店「ザテレビジョン」、1993年 - 1996年）

## 著書
- 風にきいてごらん 味さが詩・食べ歩記（1996年4月、コトブキプロデュース）
- 私が愛した広島カープ: 歴代優勝監督巡礼+マル秘エピソード集（2017年7月21日、東京ニュース通信社）[4][5] ISBN 978-4198644475